# Olympische Jugend-Sommerspiele 2018/Teilnehmer (Chinese Taipei)
| Gelbes Symbol für Goldmedaillen mit stilisierten Olympischen Ringen | Graues Symbol für Silbermedaillen mit stilisierten Olympischen Ringen | Braundes Symbol für Bronzemedaillen mit stilisierten Olympischen Ringen |
| ------------------------------------------------------------------- | --------------------------------------------------------------------- | ----------------------------------------------------------------------- |
| —                                                                   | 1                                                                     | 2                                                                       |

Die Jugend-Olympiamannschaft aus Chinese Taipei für die III. Olympischen Jugend-Sommerspiele vom 6. bis 18. Oktober 2018 in Buenos Aires (Argentinien) bestand aus 59 Athleten.

## Athleten nach Sportarten

### Badminton
| Mädchen - Huang Yin-hsuan Einzel: 5. Platz Mixed: Silber (im Team Omega) | Jungen - Chen Shiau-cheng Einzel: 5. Platz Mixed: 5. Platz (im Team Epsilon) |

### Beachhandball
| Mädchen - 6. Platz - Lin Pin-chun - Lin Hung-wen - Yan Yu-jia - Shen Yun-ting - Chao Yu-chen - Chen Shu-fen - Chan Yu-chen - Tsai Pei-ling - Ke Xin-ping | Jungen - 9. Platz - Hsieh Chih-suan - Ting His-hsien - Pan Yuan-jen - Hsu Yu-chen - Cheng Shin-yen - Wu Peng-wei - Su Wei-lun - Chiu Pin-sheng - Chen Guan-ru |

### Bogenschießen
| Mädchen - Chang Rong-jia Einzel: 8. Platz Mixed: 17. Platz (mit Benjamen Lee Kanada) | Jungen - Tang Chih-chun Einzel: 9. Platz Mixed: 4. Platz (mit Rebecca Jones Neuseeland) |

### Breakdance
Jungen
- Chien Chia-cheng „Kenny G“
Einzel: 11. Platz
Mixed: 5. Platz (mit Emma Misak „Emma“  Kanada)

### Fechten
Jungen
- Chen Yi-tung
Florett Einzel: 6. Platz
Mixed: Silber  (im Team Asien-Ozeanien 1)

### Golf
| Mädchen - An Ho-yu Einzel: 8. Platz Mixed: 13. Platz | Jungen - Lin Chuan-tai Einzel: 14. Platz Mixed: 13. Platz |

### Inline-Speedskating
| Mädchen - Wang Kuan-chih Kombination: 5. Platz | Jungen - Chang Chia-wei Kombination: 4. Platz |

### Judo
| Mädchen - Liu Li-ling Klasse bis 78 kg: 7. Platz Mixed: Gold (im Team Beijing) | Jungen - Wu Xiao-zhang Klasse bis 100 kg: 9. Platz Mixed: 9. Platz (im Team Seoul) |

### Kanu
Mädchen
- Lai Tzu-hsuan
Kajak-Einer Slalom: Bronze 
Kajak-Einer Sprint: 9. Platz

### Leichtathletik
| Mädchen - Chang Li-ling 200 m: 12. Platz - Wang You-hsuan 400 m: 19. Platz - Lin Ting-wei 100 m Hürden: 5. Platz - Yang Jui-hsuan 400 m Hürden: 10. Platz | Jungen - Lin Yu-sian 200 m: 12. Platz - Wang Yu-hsuan 400 m: 15. Platz - Chang Chun-yu 400 m Hürden: 10. Platz - Yang Wei-yuan Stabhochsprung: 12. Platz - Wen Hua-yu Weitsprung: DNF - Li Yun-chen Dreisprung: 6. Platz - Hsueh Mao-hung Kugelstoßen: 6. Platz |

### Moderner Fünfkampf
Mädchen
- Chen Yu-hsuan
Einzel: 17. Platz
Mixed: 22. Platz (mit Sergio Flores  Mexiko)

### Rudern
Mädchen
- Hsu Ani
Einer: 22. Platz

### Schießen
Mädchen
- Chen Yun-yun
Luftgewehr 10 m: 11. Platz
Mixed: 8. Platz (mit Arnab Sharar  Bangladesch)

### Schwimmen
| Mädchen - Chen Szu-chi 50 m Rücken: 20. Platz 100 m Rücken: 20. Platz 200 m Rücken: 21. Platz - Chen Yu-rong 50 m Schmetterling: 14. Platz 100 m Schmetterling: 24. Platz | Jungen - Eddie Wang 200 m Freistil: 33. Platz 100 m Schmetterling: 13. Platz 200 m Schmetterling: 4. Platz - Chuang Mu-lun 50 m Rücken: 13. Platz 100 m Rücken: 14. Platz 200 m Rücken: 5. Platz |

### Segeln
Mädchen
- Wang Chih-ling
Windsurfen: 17. Platz

### Taekwondo
Jungen
- Qiu Hong-sheng
Klasse bis 73 kg: 5. Platz
- Lee Meng-en
Klasse über 73 kg: Silber

### Tennis
| Mädchen - Joanna Garland Einzel: Achtelfinale Doppel: 1. Runde Mixed: Viertelfinale - Liang En-shuo Einzel: 1. Runde Doppel: 1. Runde Mixed: 1. Runde | Jungen - Tseng Chun-hsin Einzel: Viertelfinale Doppel: 1. Runde Mixed: Viertelfinale - Ho Ray Einzel: 1. Runde Doppel: 1. Runde Mixed: 1. Runde |

### Tischtennis
| Mädchen - Su Pei-ling Einzel: 17. Platz Mixed: Bronze | Jungen - Lin Yun-ju Einzel: 4. Platz Mixed: Bronze |

### Turnen

#### Gymnastik
Jungen
- Yeh Cheng
Einzelmehrkampf: 20. Platz
Boden: 17. Platz
Pferd: 12. Platz
Barren: 28. Platz
Reck: 20. Platz
Ringe: 24. Platz
Seitpferd: 27. Platz
Mixed: 6. Platz (im Team Weiß)